# 추판
추판, 초반 또는 코반은 보통 아미르 추판이라고 불리었다. 그는 몽골 타이치우드의 술두스(Suldus) 씨족 출신으로, 추판 왕조의 창건자이다.
14세기 초반, 아미르 추판은 가잔 칸의 밑에서 여러 차례의 전투를 승리로 이끌며 권력을 얻기 시작했고 왕족들과의 혼인 관계를 통해 권력을 공고히했다. 일 한국에서 가장 큰 권력을 행사했던 아미르 추판은 9대 칸인 아부 사이드 칸의 미움을 사 1327년에 추방당한 뒤 살해당했다.
하지만 그의 딸인 바그다드 하툰이 아부 사이드 칸의 황후(하툰Khatun)가 된 후 칸보다 더 큰 권력을 쥐면서 추판 부족은 일 한국에서의 권력을 회복하였다.
추판은 칭기즈칸의 사준사구 중 한 사람인 치라운(Chilaun)의 후손이다.